# Madrasostes masumotoi
Madrasostes masumotoi är en skalbaggsart som beskrevs av Renaud Maurice Adrien Paulian 1987. Madrasostes masumotoi ingår i släktet Madrasostes och familjen Hybosoridae. Inga underarter finns listade i Catalogue of Life.